# بيني هن
توفيق بنديكتوس "بيني هن" (ولد في 3 ديسمبر 1952) هو داعية تلفزيوني فلسطيني أمريكي كندي من مواليد إسرائيل، اشتهر بـ "حملات المعجزات" المنتظمة - وهي اجتماعات إحياء أو قمم الشفاء بالإيمان التي تُعقد عادةً في الملاعب في المدن الكبرى، والتي تُبث لاحقًا في جميع أنحاء العالم على برنامجه التلفزيوني، هذا هو يومك.

## سيرة
وُلِد بيني هن في يافا عام 1952، في دولة إسرائيل التي تأسست حديثًا آنذاك لوالدين ولدا في فلسطين وكان لهما تراث يوناني وفلسطيني وأرمني. نشأ في التقاليد الأرثوذكسية الشرقية وعمده بطريرك القدس.
بعد فترة وجيزة من حرب 1967 العربية الإسرائيلية ("حرب الأيام الستة")، هاجرت عائلة بيني هن إلى تورنتو، أونتاريو، كندا، في عام 1968 حيث التحق بمدرسة جورج فانييه الثانوية. لم يتخرج. في كتبه، يذكر بيني هن زوراً أن والده كان رئيس بلدية يافا وقت ولادته وأنه كان معزولاً اجتماعياً في طفولته وكان يتلعثم في الكلام، وأنه كان طالباً متفوقاً.
في عام 1972، ادعى أنه أصبح مسيحيًا مولودًا من جديد. كتب بيني هن أنه في 21 ديسمبر 1973، سافر بحافلة مستأجرة من تورنتو إلى بيتسبرغ لحضور "خدمة المعجزات" التي أقامتها المبشرة كاثرين كولمان. على الرغم من أنه لم يقابلها شخصيًا، إلا أنه كان يحضر "خدماتها العلاجية" كثيرًا، وقد استشهد بها كثيرًا باعتبارها مؤثرة في حياته. في عام 1974 تمت دعوته للتحدث عن تجربته الروحية في كنيسة الثالوث الخمسينية في أوشاوا وادعى أنه قد شُفي من تلعثمه.

## الوزارة
عند انتقاله إلى الولايات المتحدة، سافر بيني هن إلى أورلاندو بولاية فلوريدا، حيث أسس مركز أورلاندو المسيحي في عام 1983. وفي نهاية المطاف، بدأ يدعي أن الله كان يستخدمه كقناة للشفاء، وبدأ في إقامة خدمات الشفاء في كنيسته. وسرعان ما أقيمت هذه "الحروب المعجزة" الجديدة في الملاعب والقاعات الكبرى في مختلف أنحاء الولايات المتحدة والعالم، وكانت أول خدمة مذاعة على الصعيد الوطني قد أقيمت في فلينت بولاية ميشيغان في عام 1989. في عام 1990، أطلق أيضًا برنامجًا حواريًا يوميًا جديدًا يسمى "هذا يومك"، والذي يبث حتى يومنا هذا مقاطع من المعجزات المزعومة من حملات بيني هن المعجزة. تم عرض البرنامج لأول مرة على شبكة الثالوث للبث التابعة لـ باول كراوتش، والذي سيصبح أحد المدافعين والحلفاء الأكثر صراحة عن هن. ومن هناك بدأت خدمة بيني هن في النمو بسرعة، وفازت بالثناء وكذلك الانتقادات من زملائه القادة المسيحيين. في عام 1999، تنحى عن منصبه كقس لمركز أورلاندو المسيحي، ونقل المقر الإداري لوزارته إلى جريبفين، تكساس، إحدى ضواحي فورت وورث، بينما كان يستضيف برنامج هذا يومك من استوديو تلفزيوني في مقاطعة أورانج، كاليفورنيا، حيث يعيش الآن مع عائلته. تم تغيير اسم كنيسته السابقة إلى كنيسة عالم الإيمان تحت قيادة كلينت براون، الذي قام بدمج كنيسته في أورلاندو مع كنيسة بيني هن.
بيني هن هو مؤلف عدد من الكتب المسيحية. اعتبارًا من عام 2013، كان مسلسله التلفزيوني هذا يومك من بين البرامج المسيحية الأكثر مشاهدة في العالم، حيث تم بثه على شبكات تلفزيونية مسيحية مختلفة، بما في ذلك شبكة الثالوث للبث (TBN)، و شبكة دايستار التلفزيونية، وقناة غريس تي في، و قناة الله. ومع ذلك، أوقفت قناة TBN برنامج بيني هن في عام 2016، وتوقفت قناة داي ستار عن بثه في عام 2017. اعتبارًا من أبريل 2025، يسرد موقع هن على الويب قناة Victory Channel التابعة لـ كينيث كوبلاند باعتبارها الشبكة الوحيدة التي تبث برنامج هذا يومك، ببث أسبوعي واحد.
يقوم بيني هن بإجراء "حملات معجزة" منتظمة - اجتماعات إحياء / أحداث شفاء إيمانية تقام في الملاعب الرياضية في المدن الكبرى في جميع أنحاء العالم. يحضر عشرات الملايين من الناس حملاته المعجزية للروح القدس كل عام. يدعي بيني هن أنه تحدث إلى مليار شخص من خلال حملاته الصليبية، بما في ذلك الحملات الصليبية التي لا تُنسى والتي حضرها 7.3 مليون شخص. مليون شخص (في ثلاث خدمات) في الهند، وهي أكبر خدمة شفاء في التاريخ المسجل. إيفاندر هوليفيلد، الذي تم تشخيصه بعدم امتثال البطين الأيسر، نسب شفاءه إلى بيني هن، مشيرًا إلى أنه من خلال عمل الله من خلال بيني هن، تم شفاؤه حيث شعر "بشعور دافئ" عبر صدره عندما لمسه بيني هن.

## المعتقدات
إن تعاليم بيني هن كاريزمية (تقبل صحة المواهب الروحية ) وهي كلمة الإيمان في الأصل، مع التركيز على الرخاء المالي.
ويؤكد بيني هن على الإيمان بالحضور الحقيقي للمسيح في القربان المقدس.

## البعثات
تزعم مؤسسة بيني هن أنها تدعم 60 منظمة مهمة في جميع أنحاء العالم والعديد من دور الأيتام في جميع أنحاء العالم، وتزعم أنها توفر المأوى وتطعم أكثر من 100000 طفل سنويًا وتدعم 45000 طفل يوميًا بفضل مانحيها.
تبرعت وزارة بيني هن بمبلغ 100 ألف دولار أمريكي لإمدادات الإغاثة لضحايا إعصار كاترينا في عام 2005، ومبلغ 250 ألف دولار أمريكي لجهود الإغاثة من تسونامي في عام 2007.

## النقد والجدل
وقد تساءلت بعض وسائل الإعلام عن حقيقة أن بيني هن يعاني من التلعثم.
في مارس 1993، أفاد إنسايد إيديشن عن منزل بيني هن في أورلاندو الذي يبلغ سعره 685 ألف دولار وسيارته مرسيدس بنز، على الرغم من ادعائه سابقًا بأنه يتمتع "بأسلوب حياة متواضع". كما قام أحد موظفي الطبعة الداخلية أيضًا بتزوير الشفاء من الشلل الدماغي والذي تم عرضه في البث المنتظم لـ هن.
إن أحد الجوانب المثيرة للجدل في خدمة بيني هن هو تعليمه وإظهاره لظاهرة أطلق عليها اسم " المسحة "، وهي القوة التي يُزعم أنها مُنحت من قبل الله وانتقلت من خلال بيني هن للقيام بأعمال خارقة للطبيعة. في حملاته المعجزة، يُزعم أنه قام بشفاء الحاضرين من العمى، والصمم، والسرطان، والإيدز، والإصابات الجسدية الخطيرة. ومع ذلك، فإن التقارير الاستقصائية التي نشرتها صحيفة لوس أنجلوس تايمز، وبرنامج خط التاريخ على إن بي سي، وبرنامج السلطة الخامسة على شبكة سي بي سي، وبرنامج 60 دقيقة على ناين نتورك قد أثارت تساؤلات حول هذه الادعاءات.
كما أثار بيني هن الجدل بسبب تصريحاته اللاهوتية وادعاءاته أثناء ظهوره على شاشة التلفزيون. في عام 1999، ظهر على شبكة ترينيتي للبث مدعيًا أن الله أعطاه رؤية تتنبأ بقيامة الآلاف من الموتى بعد مشاهدة الشبكة، ووضع سيناريو لأشخاص يضعون أيدي أحبائهم الموتى على شاشات التلفزيون التي يتم ضبطها على المحطة، واقترح أن شبكة ترينيتي للبث ستكون "امتدادًا من السماء إلى الأرض".
في يوليو 2024، أعربت مؤسسة ترينيتي عن شكوكها بشأن صافي ثروة بيني هن الفعلية، والتي زعمت مواقع إلكترونية مختلفة أنها تبلغ 60 مليون دولار، مشيرة إلى الانخفاض الكبير في تقييمات مشاهديه على التلفزيون.

### مسألة المعجزات
في أبريل 2001، بثت إتش بي أو فيلمًا وثائقيًا بعنوان "مسألة المعجزات" والذي ركز على بيني هن ووزير ألماني آخر معروف بإيمانه ومقره في أفريقيا، راينهارد بونكي. وقد عرض كل من بيني هن وبونكي على طاقم الفيلم الوثائقي إمكانية الوصول الكامل إلى فعالياتهما، كما تابع فريق الفيلم الوثائقي سبع حالات من الشفاء المعجزي المزعوم من حملة بيني هن على مدار العام التالي. صرح مخرج الفيلم أنتوني توماس لـ كيرا فيليبس من سي إن إن أنهم لم يجدوا أي حالات تم فيها شفاء الأشخاص بالفعل بواسطة بيني هن. قال توماس في مقابلة مع صحيفة نيويورك تايمز : "لو رأيت معجزات من خدمة بيني هن، لكنت سعيدًا بالإعلان عنها. ولكن بالنظر إلى الماضي، أعتقد أنها تسبب ضررًا للمسيحية أكثر من أكثر الملحدين التزامًا".

### هل تؤمن بالمعجزات؟
في نوفمبر 2004، قام برنامج السلطة الخامسة شبكة سي بي سي بعمل حلقة خاصة بعنوان "هل تؤمن بالمعجزات" حول التجاوزات الواضحة التي ارتكبتها وزارة بيني هن.
وبمساعدة الكاميرات الخفية وشهود الحملة الصليبية، أظهر منتجو العرض اختلاس بيني هن الواضح للأموال، واختلاقه للحقيقة، والطريقة التي اختار بها موظفوه أعضاء جمهور الحملة الصليبية للصعود على المسرح لإعلان شفاءاتهم المعجزة. على وجه الخصوص، سلط التحقيق الضوء على حقيقة مفادها أن أكثر الباحثين عن المعجزات يأسًا والذين يحضرون حملة بيني هن - المصابون بالشلل الرباعي، والمصابون بتلف في الدماغ، وأي شخص تقريبًا يعاني من حالة بدنية واضحة - لا يُسمح لهم أبدًا بالصعود على خشبة المسرح؛ أما أولئك الذين يحاولون أن يكونوا في طابور الشفاء المحتمل، فيتم اعتراضهم وتوجيههم للعودة إلى مقاعدهم.
في إحدى المرات في كندا، أظهرت كاميرات خفية أمًا كانت تحمل ابنتها جريس، التي تعاني من ضمور العضلات، عندما أوقفها اثنان من رجال التفتيش عندما حاولا الدخول في الصف للحصول على نعمة محتملة من بيني هن. سأل الفاحصون الأم عما إذا كانت جريس قد شُفيت، وعندما أجابت الأم بالنفي، طُلب منهما العودة إلى مقاعدهما؛ خرج الاثنان عن الخط، لكن جريس، التي أرادت "من القس بيني أن يصلي من أجلها"، طلبت من والدتها أن تدعمها بينما كانت تحاول المشي كإظهار "إيمانها بالعمل"، وفقًا للأم. بعد عدة محاولات فاشلة للمشي، غادر الاثنان الساحة وهما يبكيان، وكانت الأم وابنتها منزعجتين بشكل واضح من إبعادهما جانبًا وكانتا تبكيان بينما شرحتا للمراسلين المتخفين أن كل ما أرادته جريس هو أن يصلي بيني هن من أجلها، لكن الموظفين أسرعوا بهما خارج الصف عندما اكتشفوا أن جريس لم تُشفى. بعد أسبوع، في قداس أقيم في تورنتو، أوضح المبشر المعمداني جاستن بيترز، الذي كتب أطروحته لنيل درجة الماجستير في اللاهوت عن بيني هن وحضر العديد من حملات بيني هن الصليبية منذ عام 2000 كجزء من بحثه لأطروحته وندوة أعدها حول حركة كلمة الإيمان بعنوان " دعوة للتمييز"، للكاميرات الخفية أن "الأشخاص الذين يشبهونني"، بيترز مصاب بالشلل الدماغي، ويمشي بعكازات، وهو معاق بشكل واضح وواضح - "لا يُسمح لهم أبدًا بالصعود على المسرح... إنه دائمًا شخص يعاني من بعض الإعاقة أو المرض الذي لا يمكن رؤيته بسهولة". ومثل غريس ووالدتها، تم اعتراض بيترز بسرعة أثناء خروجه من قسم الكراسي المتحركة (يوجد واحد في كل حملة صليبية، ويقع في مؤخرة الجمهور بعيدًا عن المسرح ولم يتم تصويره أبدًا لبرنامج بيني هن التلفزيوني) في محاولة للانضمام إلى صف أولئك الذين ينتظرون الصعود على المسرح، وطُلب منه الجلوس.

### وزارة المراقبة تصدر "تنبيهًا للمانحين"
في مارس 2005، أصدرت منظمة مراقبة الوزارة تنبيهًا للمانحين ضد الوزارة مشيرة إلى الافتقار إلى الشفافية المالية من بين مشاكل محتملة أخرى. لا تعد خدمة بيني هن عضوًا في المجلس الإنجيلي للمساءلة المالية.

### تحقيق مجلس الشيوخ

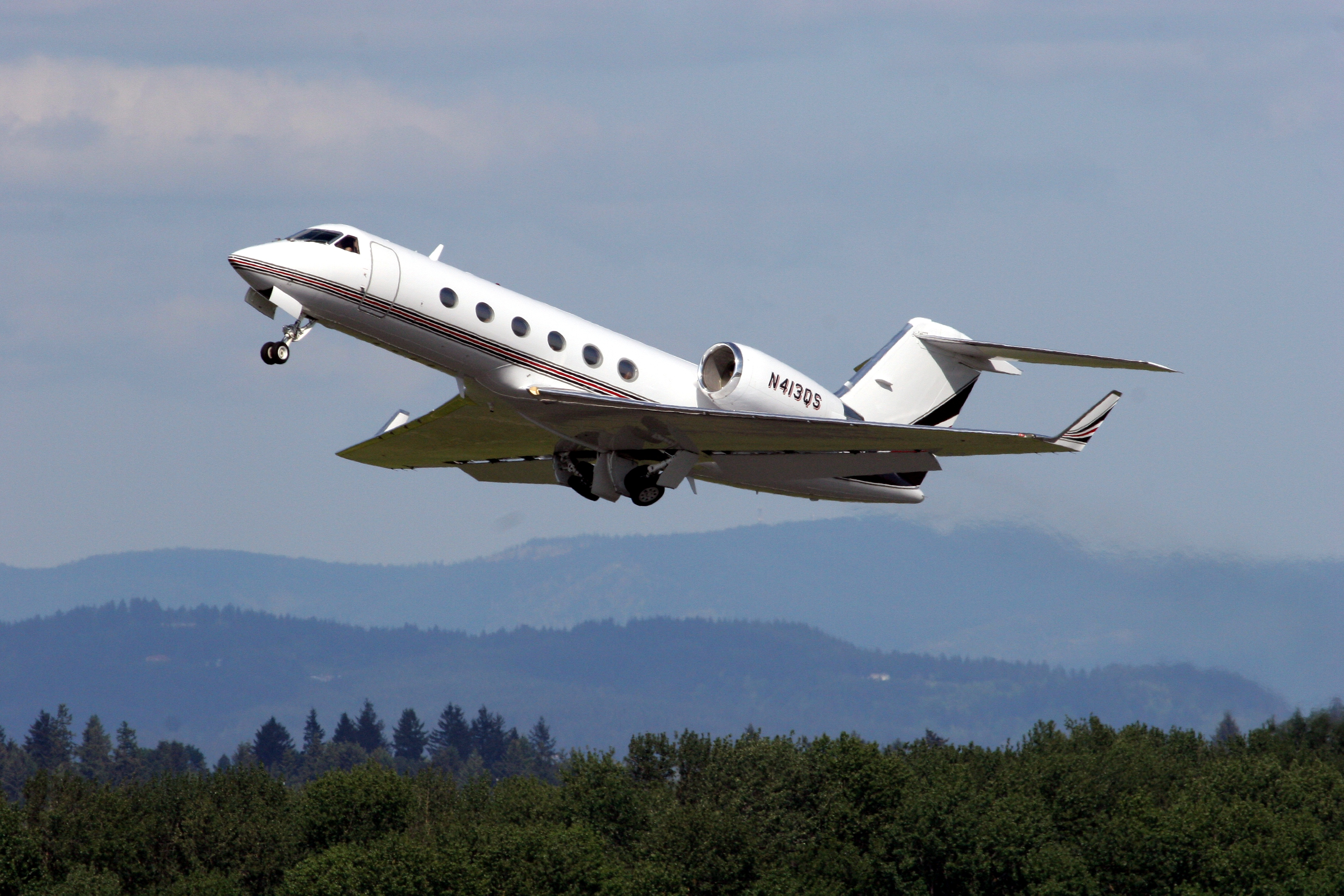
ويتهم المنتقدون بيني هن باستخدام طائرة جلف ستريم جي 4 إس بي التابعة للوزارة لقضاء إجازات شخصية تم تمويلها من خلال تبرعات معفاة من الضرائب.

في عام 2007، أعلن السيناتور الأمريكي تشاك جراسلي عن إجراء تحقيق في وزارة بيني هن من قبل لجنة المالية بمجلس الشيوخ الأمريكي. في رسالة إلى BHM، طلب جراسلي من الوزارة الكشف عن المعلومات المالية إلى لجنة مجلس الشيوخ المالية لتحديد ما إذا كان بيني هن قد حقق أي ربح شخصي من التبرعات المالية، وطلب من وزارة بيني هن إتاحة المعلومات. كما قام التحقيق بفحص خمسة مبشرين تلفزيونيين آخرين: باولا وايت، وكينيث كوبلاند، وإيدي إل. لونج، وجويس ماير، وكريفلو دولار. وفي ديسمبر 2007، قال بيني هن إنه لن يرد على الاستفسار حتى عام 2008. ردّت الوزارة لاحقًا على الاستفسار، وصرح غراسلي قائلاً: "لقد انخرط بيني هن في حوار مفتوح وصادق مع موظفي اللجنة. ولم يكتفوا بتقديم إجابات على جميع الأسئلة، بل قدموا أيضًا، بروح التعاون الصادق، معلومات تفوق ما طُلب منهم".
وانتهى التحقيق في عام 2011 دون فرض أي عقوبات أو التوصل إلى أي نتائج مخالفة. أثار التقرير النهائي تساؤلات حول الاستخدام الشخصي للسلع الفاخرة المملوكة للكنيسة ونقص الرقابة المالية على مجالس الوزارات، والتي غالبًا ما تكون مملوءة بأقارب وأصدقاء المبشر التلفزيوني. وأفادت مجموعة بيني هن للجنة أنها امتثلت للوائح الضريبية وأجرت تغييرات في إجراءات التعويض والحوكمة.

### لاهوت الرخاء
في عام 2017، تقدم القس كوستي بيني هن، ابن أخ بيني هن، بشهادة عن الوقت الذي قضاه في خدمة بيني هن وما الذي جعله يتركها. وفي شهادته، وصف كوستي بيني هن السيارات الباهظة الثمن والمنازل الفخمة التي كان يمتلكها هو وأفراد عائلته، والرفاهية التي كانت تحيط بسفرهم. انتقد كوستي بيني هن إنجيل الرخاء وتعاليم عمه، وكتب من بين أمور أخرى أن الشفاء بدا وكأنه لا يعمل إلا في الحروب الصليبية، حيث خلقت الموسيقى جوًا، وأن العديد من نبوءاتهم تتناقض مع الكتاب المقدس. وقد كتب منذ ذلك الحين كتابًا حول هذا الموضوع بعنوان "الله والجشع وإنجيل (الازدهار)". في الكتاب، يصف كوستي بيني هن إنجيل الرخاء بأنه "مُدان ومسيء"، ويستغل الفقراء والضعفاء، و"يمكن القول إنه النوع الأكثر كراهية وإساءة من التعاليم الكاذبة التي تعاني منها الكنيسة اليوم".
في سبتمبر 2019، قال إن بيني هن لم يعد يؤمن بعلم اللاهوت الرخاء وقرر التوقف عن تدريسه.

## الحياة الشخصية
تزوج بيني هن من سوزان هارثرن في 4 أغسطس 1979. لدى الزوجين أربعة أطفال. قدمت أوراق الطلاق إلى محكمة مقاطعة أورانج العليا في كاليفورنيا في الأول من فبراير 2010، مشيرة إلى "اختلافات لا يمكن التوفيق بينها".
في يوليو 2010، تم تصوير بيني هن وزميلته المبشرة التلفزيونية باولا وايت أثناء مغادرتهما فندقًا في روما ممسكين بأيدي بعضهما البعض. وقد أنكر كل من بيني هن ووايت المزاعم التي وردت في مجلة ناشيونال إنكوايرر بأن الاثنين كانا منخرطين في علاقة غرامية. تم رفع دعوى قضائية ضد بيني هن في فبراير 2011 من قبل دار النشر المسيحية سترانج للاتصالات، والتي ادعت أن علاقة مع وايت حدثت وأن بيني هن انتهك بند الأخلاق في عقده مع الشركة.
في مايو 2012، أعلن بيني هن أنه وسوزان قد بدآ المصالحة خلال موسم عيد الميلاد عام 2011، مشيرًا إلى أن الانفصال كان بسبب إدمانها على الأدوية الموصوفة ومضادات الاكتئاب، مشيرًا إلى جدول أعماله المزدحم ونقص الوقت لزوجته وأطفاله. تزوج بيني وسوزان مرة أخرى في 3 مارس 2013، في منتزه هولي لاند إكبيرينس الترفيهي، في حفل تقليدي استمر لأكثر من ساعتين وحضره ما يقرب من 1000 شخص، بما في ذلك العديد من القادة المسيحيين الزائرين. أشار جاك هايفورد إلى الزواج الثاني باعتباره "معجزة من نعمة الله". ومع ذلك، في يوليو 2024، تقدمت سوزان مرة أخرى بطلب الطلاق، هذه المرة في محكمة مقاطعة هيلزبورو في تامبا، فلوريدا.

## روابط خارجية
- بيني هن على موقع IMDb (الإنجليزية)
- بيني هن على موقع ميوزك برينز (الإنجليزية)
- بيني هن على موقع إن إن دي بي (الإنجليزية)
- تقرير مراقبة الوزارة عن بيني هين
- هذا يومك مع بيني هين – دايستار تيليفجن
- RICHES Podcast Documentaries: جمعية الجلجثة وبيني هين، الجزء الأول نسخة محفوظة 5 February 2016 على موقع واي باك مشين.
- RICHES Podcast Documentaires: جمعية الجلجثة وبيني هين، الجزء الثاني نسخة محفوظة 5 February 2016 على موقع واي باك مشين.